# Герб Буцинівки
Герб Буци́нівки — геральдичний символ населених пунктів Буцинівської сільської ради Роздільнянського району Одеської області (Україна): Карпівки, Кузьменки, Мільярдівки та Новодмитрівки. Герб затверджений рішенням Буцинівської сільської ради.

## Опис
Герб має форму закругленого щита в пропорції 5х6 на означення належності до сучасної української місцевої геральдики.
Ободок герба — золотого кольору, символ багатства, сили, стабільності та єдності. Жовтий колір — символ жита, хліба, сонця. Синій — символ чистого неба, виноробства. Зелений — символ життя.